# Wielki Kiniel
Wielki Kiniel (ros. Большой Кинель) – rzeka w Rosji, dopływ Samary. Długość – 437 km, dorzecze 15 200 km². Źródła na zachodnim stoku Wielkiego Syrtu. Zasilanie w wodę – śniegowe, latem mocno malejące. Duża liczba dopływów. Najbardziej znaczące lewe: Mały Kiniel i Kutułuk.
W jej środkowym biegu znajdują się miasta: Bugurusłan, Pochwistniewo i Otradnyj. Miasto Kiniel i osada Ust'-Kinielska przy ujściu Wielkiego Kiniela do Samary, 15 km na wschód od miasta Samary.